# 薬丸兼成
薬丸 兼成（やくまる かねしげ）は戦国時代の武将。島津氏の家臣として多くの合戦に参加し手柄を立てた。
江戸時代初期の剣客、薬丸兼陳の祖父。諱の兼成よりも一般には薬丸壱岐守の名で知られる。薬丸氏は伴姓肝付氏の庶流を称す。島津氏に仕官したときの石高は27石。

## 経歴
一般に薬丸兼将（湖雲）の孫、兼持の子と言われるが、系譜は伝承されている系図によって相違がある。元来は肝付氏の家臣で、主君の肝付氏が島津氏の傘下に入った際に兼成も同じく島津氏の家来となった。なお、27石で仕官したという。
野太刀の達人として家中で名高く、島津氏の九州統一戦、朝鮮の役、庄内の乱、関ヶ原の戦いと、島津氏の重要な合戦の多くに参加し、手柄を立てた。
高城合戦が初陣だった瀬戸口藤兵衛という士は、剛勇名高い兼成を介添え役として手柄を立てた。瀬戸口は後の東郷重位（示現流開祖）である。孫の兼陳が示現流を学んだのはこの縁による。朝鮮の役の際にはすでに白髪の老人であったが、名高い武功者だったので召集され、期待通りに活躍した。
関ヶ原の戦いでは、敵中突破の後の退避行で伊賀上野城下を通った際、「島津兵庫まかり通る」と大声で名乗って堂々と通過するほどの豪の者であった、
戦功により縷々加増され、晩年にはおおよそ百石の知行があった。「薬丸家文書」によると慶長6年に伊集院郷の福山村栫屋敷高16石1升7合、伊集院郷の福山村に浮免地として高4石1升7勺を加増されている。
島津氏の多くの合戦記録に薬丸壱岐守の名が記述されており、歴戦の武功者ぶりがうかがえる。
子の兼利が跡を継いだ。
墓所は鹿児島城下の浄土宗養泉山無量寺不断光院。

## 備考
1. ↑  島津綱貴が作らせた「諸家大概」では薬丸出雲守湖雲の子孫を薬丸為右衛門とし、同じく肝付家家臣薬丸伊豆の子孫を薬丸大炊兵衛としている。また、薬丸家系譜（『鹿児島市史Ⅲ』）では薬丸兼福から始まっており、兼福父で兼成の孫兼陳以前が省略されている
2. ↑  本藩人物誌参照
3. ↑  「鹿児島市史Ⅲ」に掲載されている資料
4. ↑  現在の鹿児島市福山町
5. ↑  現在の日置市伊集院町清藤
6. ↑  京都の華頂山大谷寺知恩院末、一般には不断光院で知られる。兼成は浄土宗徒だった可能性が高い。

## 関連
- 薬丸自顕流